# Lodě s červenou pečetí
Lodě s červenou pečetí (japonsky 朱印船, Šuinsen) byly japonské ozbrojené obchodí lodě, které pluly z Japonska do přístavů v celé Jižní Asii a které byly opatřeny červenou pečetí šógunátu Tokugawa. Pod touto pečetí cestovalo do zámoří v letech 1600 až 1635 více než 350 japonských lodí.

## Historické souvislosti

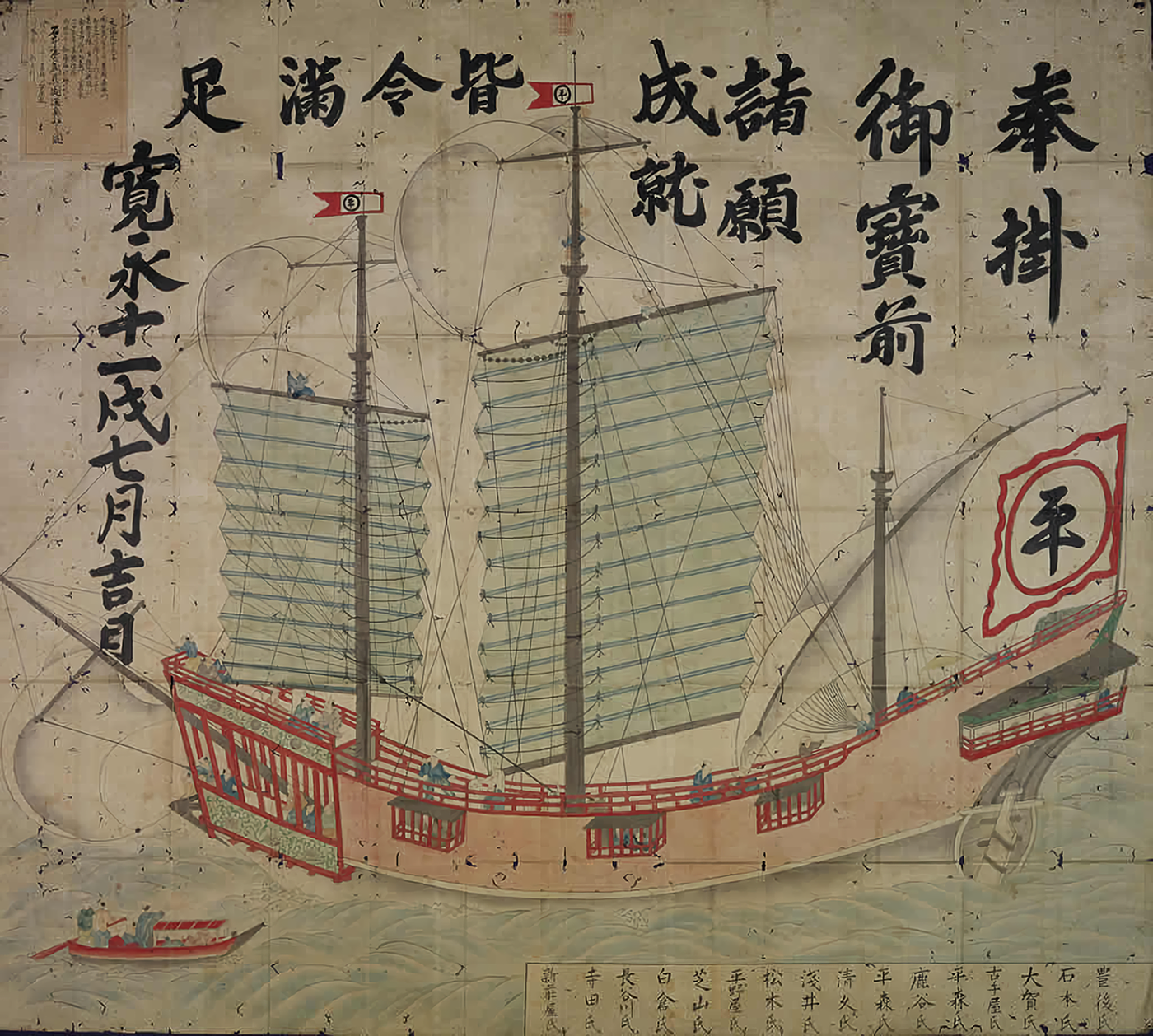
Japonská loď s červenou pečetí z roku 1634. Je vyobrazena s plachtami evropského i čínského stylu. Evropské plachy jsou obdélníkového tvaru, čínská plachta je na zádi. Taková loď bývala vyzbrojena 6–8 děly.

Oproti státům pozdně feudální Evropy postrádalo ostrovní Japonsko ekonomickou stimulaci blízkých sousedů. Postupně ale i přes odlehlou polohu japonských ostrovů zahraniční obchod narůstal už v období před šógunátem Tokugawa. Japonští obchodníci se pouštěli za hranice své země již od 11. století a údajně již práce na odlévání sochy Velkého Budhy v Kamakuře ve 13. století byly z velké části hrazeny z výnosů zahraničních obchodu. Již od počátku 14. století představovali japonští obchodníci či dobrodruzi vážnou hrozbu pro Korejce, protože jejich jednání často hraničili s pirátstvím. O několik desetiletí později začali působit potíže i Číňanům. Pro tyto námořní piráty se vžilo označení wakó. Pocházeli většinou ze západního pobřeží ostrova Kjúšú.
V 15. až 16. století bylo hlavním japonským obchodním centrem pro Jihovýchodní Asii na ostrově Rjúkjú (dnešní Okinawa). Rjúkjú tehdy bylo samostatným královstvím, přes které do Japonska výměnou za stříbro a zbraně proudily produkty zejména z Číny. Mezi Rjúkjú a různými místy Jihovýchodní Asie je z té doby doloženo na 150 obchodních plaveb, z toho 61 do Siamu, 10 do Malakky, 10 do Pattani (dnešní Thajsko), 8 na Jávu, atd. Tyto cesty zanikly konce roku 1570 s nástupem čínských obchodníků a také s intervencí portugalských a španělských lodí. Tohle období koresponduje s počátky systému červených pečetí. Japonsko také v roce 1609 napadlo Rjúkjú a připojilo ho ke své říši.
Když se Tichomořím začali plavit první Evropané, pravidelně se setkávali s japonskými loděmi. Například v Manile v roce 1589 potkali Španělé japonskou džunku, která utrpěla za předchozí bouře vážná poškození a která byla na cestě do Siamu. Nizozemský mořeplavec Olivier van Noort se v prosinci 1600 na Filipínách setkal se 110 tunovou japonskou džunkou a při téže plavbě se u Bornea setkal s lodí s červenou pečetí, kterou řídil portugalský kapitán. Díky tomu se van Noort dozvěděl o příjezdu Williama Adamse do Japonska.

## Systém červených pečetí

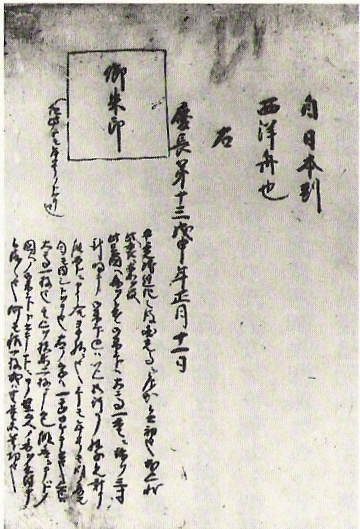
Doklad o vydání červené pečeti, datována k 11. lednu 1608.

Systém červených pečetí je poprvé zmíněn roku 1592 Hidejoši Tojotomim. První doložená licence (šuindžó) je datována k roku 1604, To byla počínající doba šógunátu Tokugawa. Šógun Tokugawa Iejasu tehdy udělil licenci feudálům, kteří ho podporovali a také obchodníkům, kteří o ni měli zájem. Vydáváním těchto licencí (červených pečetí) si šógun Tokugawa udržoval kontrolu nad japonskými obchodníky a také kontroloval míru japonského pirátství v jižních mořích. Jeho pečeť byla také symbolem ochrany těchto lodí, protože Tokugawa se zavázal pronásledovat každého piráta nebo i národ, který by jí porušil a loď napadl.
Krom japonských obchodníků se ví i o 11 Číňanech a 12 Evropanech, včetně Williama Adamse a Jana Joostena, kteří tuto pečeť obdrželi také. Jan Joosten údajně měl roku 1621 lodí s červenou pečetí hned 10. Portugalské, španělské, holandské, anglické lodě i lodě mnoha asijských vládců lodě s červenou pečetí často ochraňovali, protože jejich vlády chtěly udržovat s šógunátem Tokugawa diplomatické styky. Výjimkou byla čínská říše Ming, která japonským lodím naopak zakázala vplout do svých přístavů. Ani tak ale čínské úřady nedokázaly zabránit místním pašerákům v jejich výpravách do Japonska.

## Konstrukce lodí
Tyto japonské lodě měly většinou výtlak mezi 500–750 tun, velikostně byly tedy stejné nebo větší než evropské galeony, používané tou dobou na zaoceánských plavbách. Byly nicméně menší než mohutné portugalské karaky nebo manilské galeony, které mívaly výtlak často více než 1000 tun. Posádka obvykle čítala okolo 200 osob.

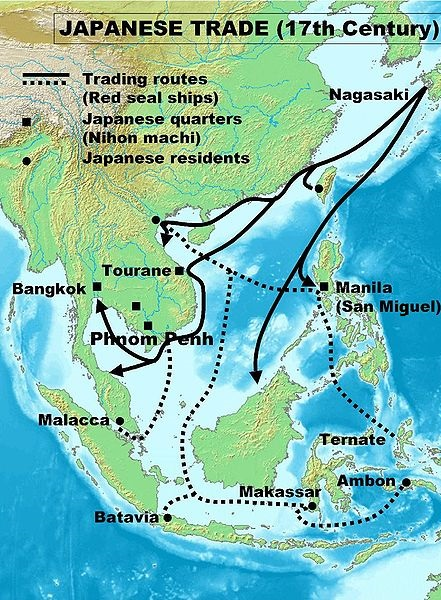
Trasy japonských lodí na počátku 17. století.

Lodě vznikaly na více místech. Některé byly vyrobeny v Nagasaki. Ty potom kombinovaly západní, čínské i japonské prvky lodní konstrukce (např. plachty). Jiné byly ukořistěné čínské džunky. Když se později obchod v Jihovýchodní Asii ustálil, nakupovali Japonci některé lodě v Ajutthaja (dnešní Thajsko), díky jejich vysoce kvalitní konstrukci i použitým materiálům.
Námořní obchod řídily bohaté obchodní klany, např. Suminokura, Araki, Chaya a Sueyoshi. Nemalou roli ale hráli i nezávislí dobrodruzi, jakými byli Suetsugu Heizō, Yamada Nagamasa, William Adams, Jan Joosten nebo Murayama Tōan. Prostředky na nákup zboží v Asii byly organizátory výprav půjčovány s úrokem 35 % – 55 % na jednu cestu. Pokud se ale jednalo o výpravu až do vzdálenějšího Siamu (Thajsko), tak se úroky vyšplhaly až na 100%.

## Dovoz a vývoz
Japonští obchodníci vyváželi především stříbro, diamanty, měď a zbraně. Dováželi především čínské hedvábí a také další jihoasijské produkty jako cukr a jelení kůže. Koření se do Japonska dováželo jen vzácně, protože v převážně budhistickém Japonsku se jedlo jen málo masa, k jehož přípravě by se koření používalo. Přístavy na jihovýchodě Asie často hrály aktivní roli jako místa, kde se setkávaly japonské a čínské obchodní lodě.

## Cílové destinace

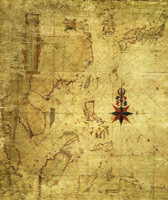
Japonská námořní mapa nakreslená podle portugalského vzoru. Představuje pobřeží Jihovýchodní Asie od Japonska po Malakku.

Posádky lodí bývaly většinou mezinárodní, často na nich sloužili čínští, portugalští nebo holandští lodivodové nebo tlumočníci. První lodě s červenou pečetí musely mít na palubě povinně portugalského lodivoda. Postupně si ale Japonci vychovali lodivody vlastní. K námořní navigaci tehdy používané portolánové mapy byly kresleny podle portugalských vzorů, nicméně byly opatřeny japonskými pokyny k plavbě.
Ve většině tehdejších nejvýznamnějších jihoasijských přístavů, včetně filipínské Manily, vietnamského Hoi An, siamského Ajutthaja či malajského Pattani byly japonské lodě vítány. Mnoho Japonců se v těchto přístavech usadilo a vytvořilo tam dokonce malé japonské enklávy. Zdá se, že Japonci měli již tehdy v Asii velký respekt a budili strach, alespoň jak dokládá toto svědectví:
| „                         | Japoncům není dovoleno vylodit se se zbraní v ruce v žádném přístavu v Indii (Asii), protože jsou to tak zoufalí a odvážní lidé, že se jich bojí všude, kam přijdou. | “ |
| — Sir Edward Michelbourne | |   |

| „                                                       | Jsou to drsní a nebojácní lidé, beránci ve své vlastní zemi, ale naprostí ďáblové mimo ni. | “ |
| — Neznámý holandský kapitán, výrok datován k roku 1615. |                                                                                            |   |

### Filipíny

Loď s červenou pečetí patřící rodině Araki. Plavila se mezi Nagasaki a Annamem (Vietnam).

Mezi lety 1604–1624 připlulo do Luzonu na Filipínách přibližně 50 lodí s červenou pečetí. Od roku 1624 do roku 1635 potom už pouze 4. Japonci založili poměrně brzy vlastní enklávu v Paco (tehdy nazývaném Dilao), které je nyní součást Manily. V roce 1593 tam žilo 300–400 Japonců. Během povstání roku 1603 tam už žilo na 1500 Japonců a o tři roky později skoro 3000. Na chodu enklávy se v letech 1600–1608 podílel františkán Luis Sotelo.
V letech 1606 – 1607 vedli Japonci v Dilau neúspěšné povstání proti Španělům. Jejich počet narostl po zákazu křesťanství v Japonsku vydaným šógunem Iejasu Tokugawa roku 1614. Tehdy na Filipíny přesídlilo na 300 japonských křesťanů pod vedením, které vedl první japonský blahořečený světec Justus Takayama Ukon. V průběhu 16. a 17. století se na Filipíny vystěhovalo několik tisíc japonských obchodníků, kteří se tam postupně smísili s domorodou populací. Stali se základem několika set tisícové japonské menšiny na Filipínách.

### Siam
Siamská kronika Ajutthajského království uvádí, že už roku 1592 pomohla japonská jednotka o síle 500 bojovníků odrazit invazi barmské armády. V letech 1604 – 1635 připlulo do Siamu 56 lodí s červenou pečetí. Podle popisu portugalského katolického kněze Antonia Francisca Cardim čítala tehdejší japonská menšina v Siamu několik stovek osob. Tento kněz údajně roku 1627 udělil svátost oltářní asi 400 japonských křesťanů v thajském hlavním městě Ayuthaya.
Tato kolonie byla v obchodu aktivní, zvláště ve vývozu pokrývek z jelenice a sapanového dřeva. Japonci za ně platili různými rukodělnými výrobky jako byly meče, lakované skříňky nebo kvalitní papír. Kolonie byla zaznamenána Holanďany, když začala ohrožovat monopol Sjednocené východoindické společnosti. Jejich silná pozice u místního královského dvora jim totiž umožňovala skupovat velkou část místní produkce, takže pro ostatní zůstávalo k obchodování méně zboží.
Zejména japonský dobrodruh Yamada Nagamasa získal v Siamu velký vliv a na počátku 16. století dokonce části Siamu vládl. Tato kolonie, nazývaná Ban Yipun, měla v Siamu také významnou vojenskou roli.

### Macao

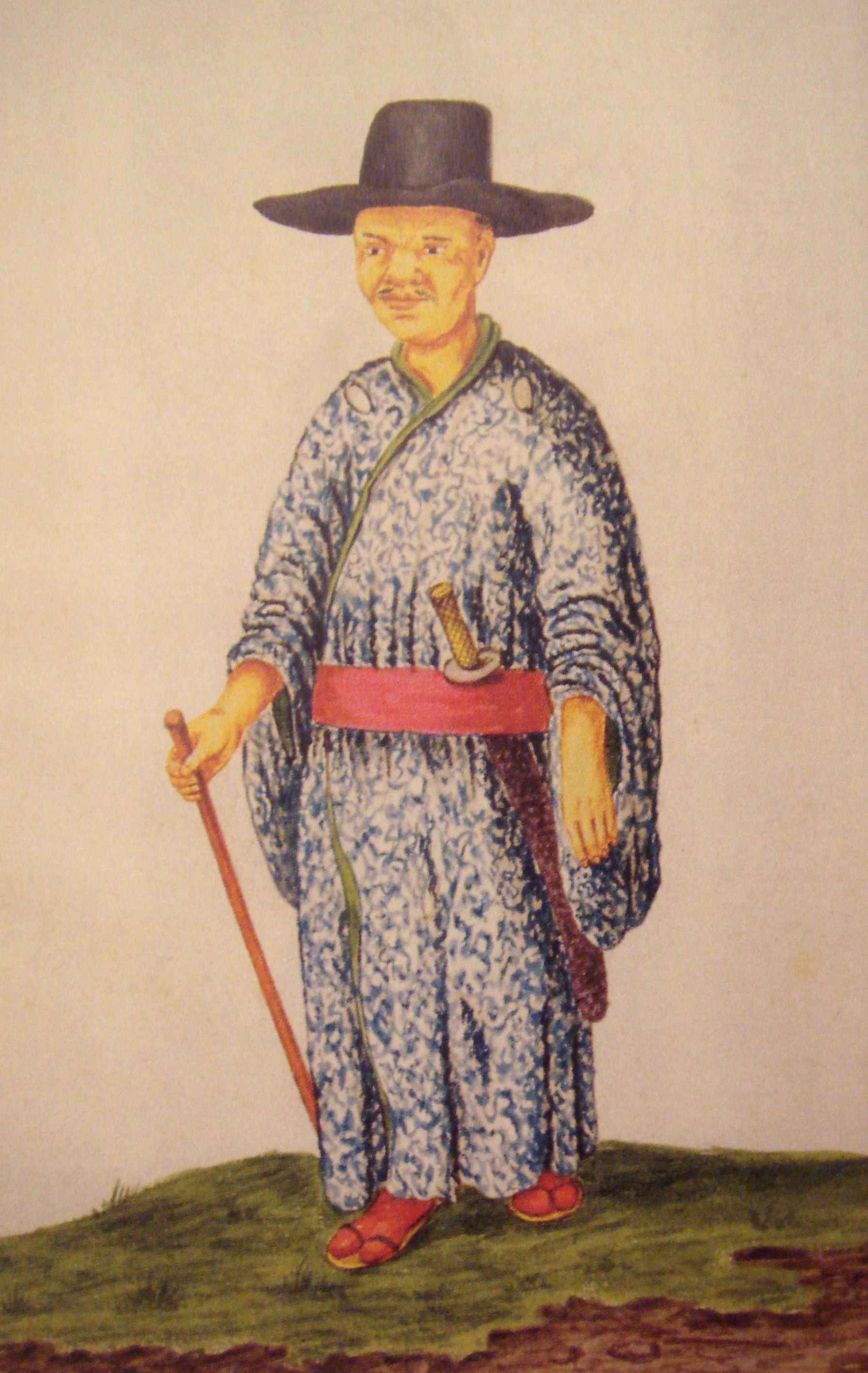
Japonský křesťan zanechaný v Batávii (nyní Jakarta) po začátku japonské izolace (Sakoku). Křesťanství indikuje klobouk. Autorem malby je holandský malíř Andries Beeckman, obraz pochází pravděpodobně z roku 1656.

Ačkoliv měli japonští námořníci od čínských úřadů zakázáno dotknout se čínských břehů, nebyli v portugalském přístavu na čínské pevnině Japonci nijak neznámí. V listopadu 1608 tam došlo bitce asi 100 japonských samurajů vyzbrojených katanami a mušketami proti portugalským vojákům, které vedl místní guvernér a kapitán lodí pro obchod s Japonskem André Pessoa. Výsledkem bylo na 50 zabitých Japonců. Zbývající museli podepsat dokument, ve kterém přiznali zodpovědnost za tento incident a následně byli propuštěni. Šógun Iejasu následně roku 1609 zakázal všem Japoncům do Macaa vstup.

### Indonésie
Několik lodí s červenými pečetěmi bylo zaznamenáno i v od Japonska dost vzdálené Indonésii (Jáva, Moluky). Nicméně snad kvůli velké vzdálenosti od Japonska či kvůli silnému holandskému vlivu v této oblasti bylo častější, že japonští samurajové byli přímo rekrutováni jako bojovníci. Vyznamenali se při dobývání Bandských ostrovů nebo při obraně Batávie (hlavního města Nizozemské východní Indie). Roku 1618 si Jan Pieterszoon Coen, nizozemský guvernér Jávy, vyžádal vyslání 25 japonských samurajů. V roce 1620 pak bylo podle nizozemských záznamů naverbováno 90 samurajů z ostrovů kolem Jávy, aby posílili pevnost Batavia. Roku 1621 bylo najímání japonských žoldnéřů šógunátem zakázáno.

### Indie
Japonský dobrodruh Tendžiku Tokubei se údajně plavil na palubě lodi s červenou pečetí Jana Joostena jak do Siamu, tak do Indie. Tokubei napsal pojednání Tendžiku Tókai Monogatari („Vyprávění o cestách do Indie“) o svých dobrodružstvích, která v cizích zemích zažil. Ta se v Japonsku stala velmi populární a sám Tokubei je někdy označován jako japonský Marco Polo.

### Další cíle
Další cíle lodí s červenou pečetí zahrnovaly Kočinčínu (74 lodí), Kambodžu (44 lodí) a Vietnam (14 lodí).

## Konec systému
Mezi lety 1633–1639 nastolil šógun Iemicu Tokugawa politiku téměř totální izolace země (Sakoku). Ta mimo jiné pro Japonce znamenala oficiální zákaz všech zámořských plaveb to také znamenalo konec plaveb lodí s červenou pečetí. Sjednocená východoindická společnost se na nějaký čas stala jediným oficiálním obchodním prostředníkem mezi Japonskem a Evropou.